# スルー・レート
スルー・レート、あるいは、スリューレート、SR（英: Slew Rate）とは、オペアンプなどにおいて、出力電圧の最大応答速度（時間変化率）を表す指標のひとつである。
入力波形に立ち上がり時間の速いパルスのような波形を入れて増幅すると、出力波形の立ち上がり部分が傾きを持ってしまう。その傾き（変化の割合）を表した指標をスルー・レートと言う。

## 定義
スルー・レートは、出力電圧を立ち上がりに要した時間で除したものであり、
{\displaystyle SR={\frac {\Delta V}{\Delta t}}}
で求められ、単位は (V/μs) である。

## 正弦波信号の周波数・振幅の関係
スルー・レートはパルス信号出力の場合に顕著であるが、大振幅の信号においても制限を受けることを示している。
正弦波信号を、
{\displaystyle v=E\sin \omega t}
とするとき、時間に対する変化率は、
{\displaystyle {\frac {dv}{dt}}=\omega E\cos \omega t}
である。この変化率がスルー・レートよりも大きくなると、出力波形がスルー・レートによって制限されることになる。上記の正弦波信号においては、最大の変化率をもつタイミングは、{\displaystyle \omega t=2\pi n} （n=整数）のときであり、
最大変化率は {\displaystyle \omega E} である。
したがって、スルー・レートによって制限を受けず、無歪みで出力可能な正弦波信号の振幅と角周波数の関係は、
{\displaystyle SR\geqq \omega E}
よって、正弦波信号は下式で示すの周波数以下であれば無歪みで出力される。
{\displaystyle {\frac {SR}{2\pi E}}\geqq f}

## 例
たとえば、矩形波を入力波としてオペアンプを使って増幅した場合、出力波形は変化速度が追いつかず、矩形波の立ち上がりおよび立下りの部分において時間軸に対して直角に立ち上がらず、傾きを持って出力される。このとき、立ち上がりに要した時間を2.5[μs]、出力電圧を28[V]とした場合、
{\displaystyle SR={\frac {\Delta V}{\Delta t}}={\frac {28}{2.5}}=11.2~\mathrm {[V/\mu s]} }
となる。
なお、立ち上がりと立ち下がりのスルー・レートは、一般的には異なることが多い。